# Montipora florida
Montipora florida е вид корал от семейство Acroporidae. Възникнал е преди около 0,78 млн. години по времето на периода кватернер. Видът е уязвим и сериозно застрашен от изчезване.

## Разпространение и местообитание
Разпространен е в Австралия, Индонезия, Малайзия, Папуа Нова Гвинея, Сингапур, Тайланд и Филипини.
Обитава океани, лагуни и рифове в райони с тропически климат.

## Описание
Популацията на вида е намаляваща.